# Fakulta veřejnosprávních a ekonomických studií v Uherském Hradišti, Vysoká škola Jagiellonská v Toruni
Fakulta veřejnosprávních a ekonomických studií v Uherském Hradišti, Vysoká škola Jagiellońská v Toruni, s. r. o (FVES, dříve Akademie managementu a ekonomiky) je česká soukromá vzdělávací instituce se sídlem v Uherském Hradišti. Jde o pobočku zahraniční vysoké školy, polské soukromé Vysoké školy Jagiellońské v Toruni.
Studijní programy této pobočky nejsou akreditovány Národním akreditačním úřadem dle české legislativy, ale jsou akreditovány v Polsku, obsah a forma studia se tak řídí polským právem. Školu z 80 % vlastní český podnikatel Oldřich Hájek (* 1953), druhým jednatelem a zároveň děkanem fakulty je ekonom Oldřich Hájek (* 1981).

## Akademické studijní programy a akreditované kurzy
Tato pobočka poskytuje široké veřejnosti vzdělávání v českých a anglických bakalářských a magisterských vzdělávacích programech Správa (bakalářské) a Správa a ekonomika (magisterské) v jednotlivých specializacích, například v oblasti včelařského provozu, v oblasti realit, či v oblasti bezpečnosti a ochrany obyvatelstva, anebo v oblasti vzdělávání, sportu a volnočasových aktivit. FVES také na svých webových stránkách uvádí, že nabízí akreditované kurzy (akreditace MŠMT či příslušného ministerstva). Jedná se například o rekvalifikační kurzy Oceňování nemovitostí, Učitel všeobecně-vzdělávacích předmětů (tzv. "Pedagogické minimum") či Asistent pedagoga.

## Součásti pobočky a další akademická činnost
Součástí FVES jsou také dvě centra, konkrétně se jedná o Centrum celoživotního vzdělávání a Institut vyššího vzdělávání Olomouc, který se zaměřuje zejména na realizaci výuky Učitel všeobecně-vzdělávacích předmětů, Oceňování nemovitostí, Asistent pedagoga a dalších akreditovaných vzdělávacích kurzů v Olomouci.
Pobočka od roku 2016 vydává recenzovaný časopis IJPAMED (International Journal of Public Administration, Management and Economic Development).

## Vedení pobočky a vztah s mateřskou Vysokou školou Jagiellońskou v Toruni
Vedení pobočky tvoří děkan a kolegium proděkanů. Děkanem je bývalý děkan Fakulty managementu a ekonomiky Univerzity Tomáše Bati ve Zlíně a jeden z jednatelů firmy Oldřich Hájek. Pobočka má tři katedry, a to Katedru veřejné správy a územního rozvoje, Katedru ekonomie a statistiky a Katedru managementu a marketingu.
Pobočka je samostatnou právní jednotkou, nadřazenou institucí je Vysoká škola Jagiellonská v Toruni.